# Vodice (Aidussina)
Vodice (in italiano tra le due guerre Vodizze in Selva Piro; in epoca asburgica in tedesco Wodize) è un centro abitato della Slovenia, insediamento (naselje) del comune di Aidussina.
L'insediamento include anche gli agglomerati di Koren, Fratar, Skolar e Sajevec.

## Geografia fisica

### Alture principali
Srednja gora, 1275 m; Streliški vrh, 1266 m; Mali vrh, 1112 m; Veliki vrh, 1153 m; Dedni vrh, 1217 m.

## Storia
In epoca asburgica Vodice costituì un comune catastale autonomo all'interno del Ducato di Carniola (a sua volta incluso fino al 1849 nel Regno d'Illiria). Rispetto al territorio dell'attuale insediamento, il comune non includeva l'agglomerato di Coren (Koren). Il luogo era conosciuto col toponimo tedesco di Wodize (o Wodice) e con quello sloveno di Vodice. Successivamente Vodice perse la propria autonomia e il suo territorio venne aggregato al comune di Podkraj.
Nel 1920, in seguito alla prima guerra mondiale e al Trattato di Rapallo, la località venne annessa al Regno d'Italia. Il nome del paese venne italianizzato dapprima in Vodizze e nel 1923 in Vodizze in Selva di Piro. Il comune di Podkraj (anch'esso italianizzato in Podicrai) nello stesso anno venne inquadrato nel Circondario di Gorizia della Provincia del Friuli, mentre quattro anni dopo passò alla ricostituita Provincia di Gorizia. Nel 1928 il comune di Podicrai venne soppresso e il suo territorio venne aggregato al comune di Zolla.
Nel 1947, in seguito alla seconda guerra mondiale e ai Trattati di Parigi, l'intera area passò alla Jugoslavia. Nel dopoguerra la località divenne parte del comune di Aidussina. Dal 1991 fa parte della Slovenia.